# Nephila

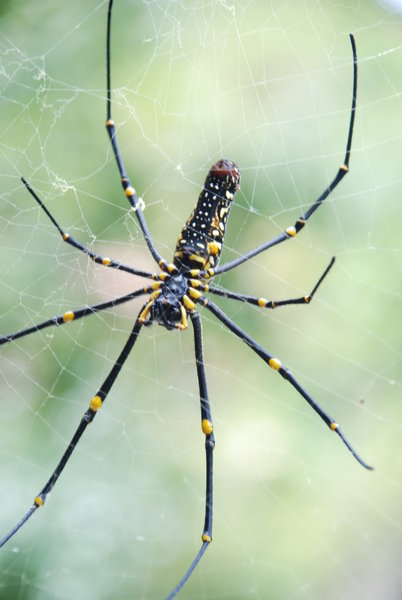
N. pilipes trên đảo Lamma, Hồng Kông

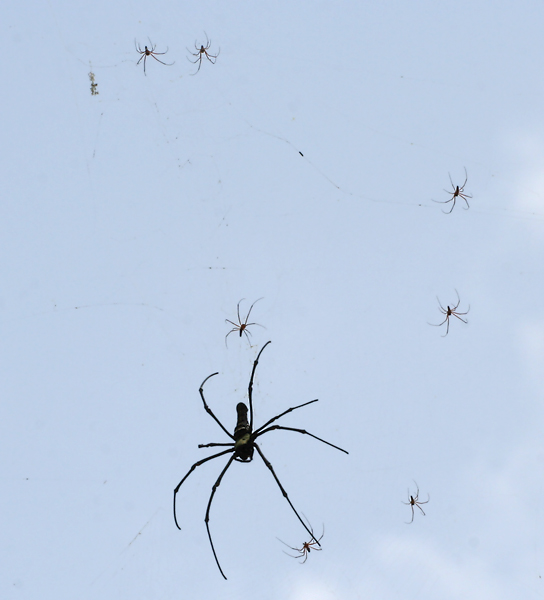
Con cái Nephila pilipes với nhiều con đực

Nephila là một loài nhện thuộc chi araneomorph nhận biết bởi sự ấn tượng của mạng nhện chúng tạo ra. Nhện Nephila bao gồm nhiều loài được tìm thấy ở những vùng đất ấm trên thế giới. Chúng cũng thường được gọi là thợ dệt quả cầu lụa vàng (golden silk orb-weavers), thợ dệt quả cầu vàng (golden orb-weavers), nhện gỗ khổng lồ (giant wood spiders), hay nhện chuối (banana spiders).
Tại Bắc Mỹ, các loài nhện trong chi này (xem nhện Nephila clavipes) đôi khi được gọi là nhện viết chữ do mô hình zigzag thường xuyên (stabilimenta) được xây dựng vào lưới của chúng, mặc dù xảy ra thường xuyên hơn ở mạng của nhện Argiope, chẳng hạn St Andrew's Cross spider.
Loài N. jurassica, sống khoảng 165 triệu năm trước đây, đã có chiều dài chân khoảng 15 cm, và nhện hóa thạch lớn nhất được biết đến.